# Nyssodrysina lignaria
Nyssodrysina lignaria är en skalbaggsart som först beskrevs av Bates 1864.  Nyssodrysina lignaria ingår i släktet Nyssodrysina och familjen långhorningar.
Artens utbredningsområde är Paraguay. Inga underarter finns listade i Catalogue of Life.